# Zeichen & Wunder
Zeichen & Wunder ist der Name einer 1989 gegründeten Literatur- und Kulturzeitschrift, die in Frankfurt am Main und Mainz erscheint. Publiziert werden darin Erstdrucke von Lyrik, Prosa und Essays sowie Rezensionen.
Gegründet wurde Zeichen & Wunder 1989 in Frankfurt am Main als Vierteljahresschrift von einem Herausgeberteam um Hubert Brunträger. Gegenwärtiger Herausgeber ist Christoph Leisten. 
Ende der 1990er-Jahre begann eine bis heute währende Kooperation mit dem Jungen Literaturforum Hessen-Thüringen, das in einem redaktionell selbstverantworteten Teil jeder Ausgabe ausgewählte Texte aus seinen Wettbewerben und Ausschreibungen präsentiert. Seit 2001 erscheint die Zeitschrift als Halbjahresschrift.
Die einzelnen Ausgaben sind in der Regel als Themenhefte konzipiert, wobei die einzelnen Themen – jenseits der Tagespolitik – gesellschaftlich relevante Tendenzen und Erscheinungen in Essays, Lyrik und Prosa aufgreifen.
Zu den Autoren, die in Zeichen & Wunder publiziert wurden, zählen u. a. Henning Ahrens, Theo Breuer, Ulrike Draesner, Marion Gay, Steffen Kopetzky, Hermann Kurzke, Christoph Peters und Doris Runge.